# Aria Resort & Casino
Het Aria Resort & Casino is een aan de Strip van Las Vegas gelegen luxeresort en casino. Het Aria is een onderdeel van het CityCenter-complex dat door de MGM Resorts International wordt beheerd. Tijdens de bouw sloot Dubai World zich met hun dochterbedrijf, Infinity World Development, aan bij de onderneming. Het resort en casino werden geopend, samen met enkele andere gebouwen die bij het CityCenter Project horen, op 16 december 2009.
Het Aria bestaat uit twee ronde glazen torens die samenkomen in het midden van de ronding. Met 370.000 m² aan oppervlakte en een hoogte van 180 m is het Aria het grootste en hoogste hotel van het CityCenter-project. De torens hebben respectievelijk 61 en 51 verdiepingen, in deze torens bevinden zich ruim vierduizend kamers. Ook heeft het hotel de beschikking over zestien restaurants, 10 bars en nachtclubs en een casino van 14.000 m², een zwembad van 20.000 m² dat uitgerust is met een spa en schoonheidssalon, een conferentiecenter en een theater met plek voor 1.800 bezoekers.
Naast deze voorzieningen is het ook het grootse hotel met een LEED Gold-certificaat. Het Aria is vooral bekend vanwege de moderne inrichting en de hoge technologie die is gebruikt in de kamers. Deze technologieën, zoals een automatische temperatuurregeling, zorgen er mede voor dat het hotel een LEED gold-certificaat heeft. Het hotel is daarnaast door de American Automobile Association (AAA) sinds de opening beoordeeld met vijf sterren.

## Geschiedenis

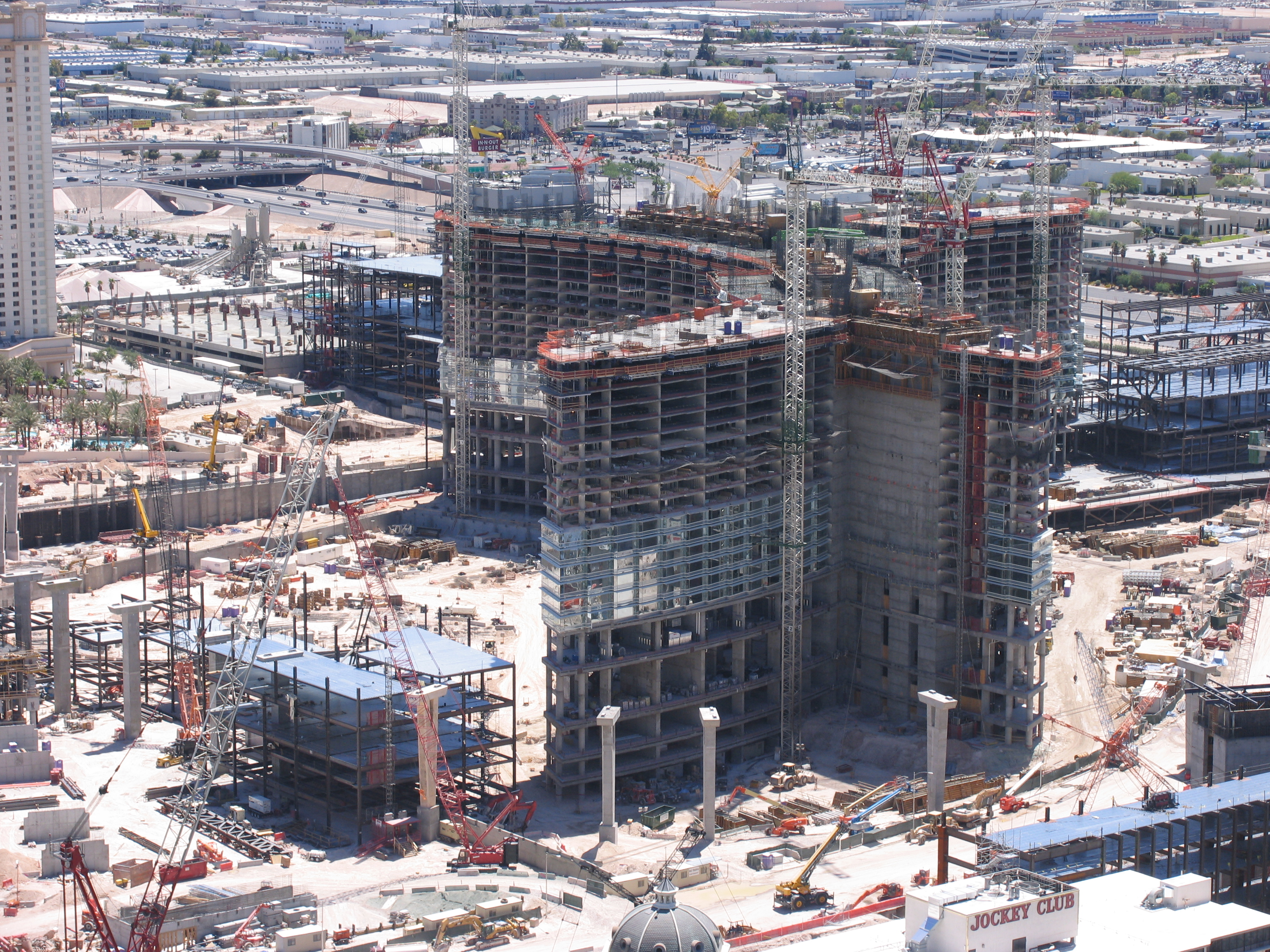
Aria Resort & Casino in 2007 tijdens de bouw

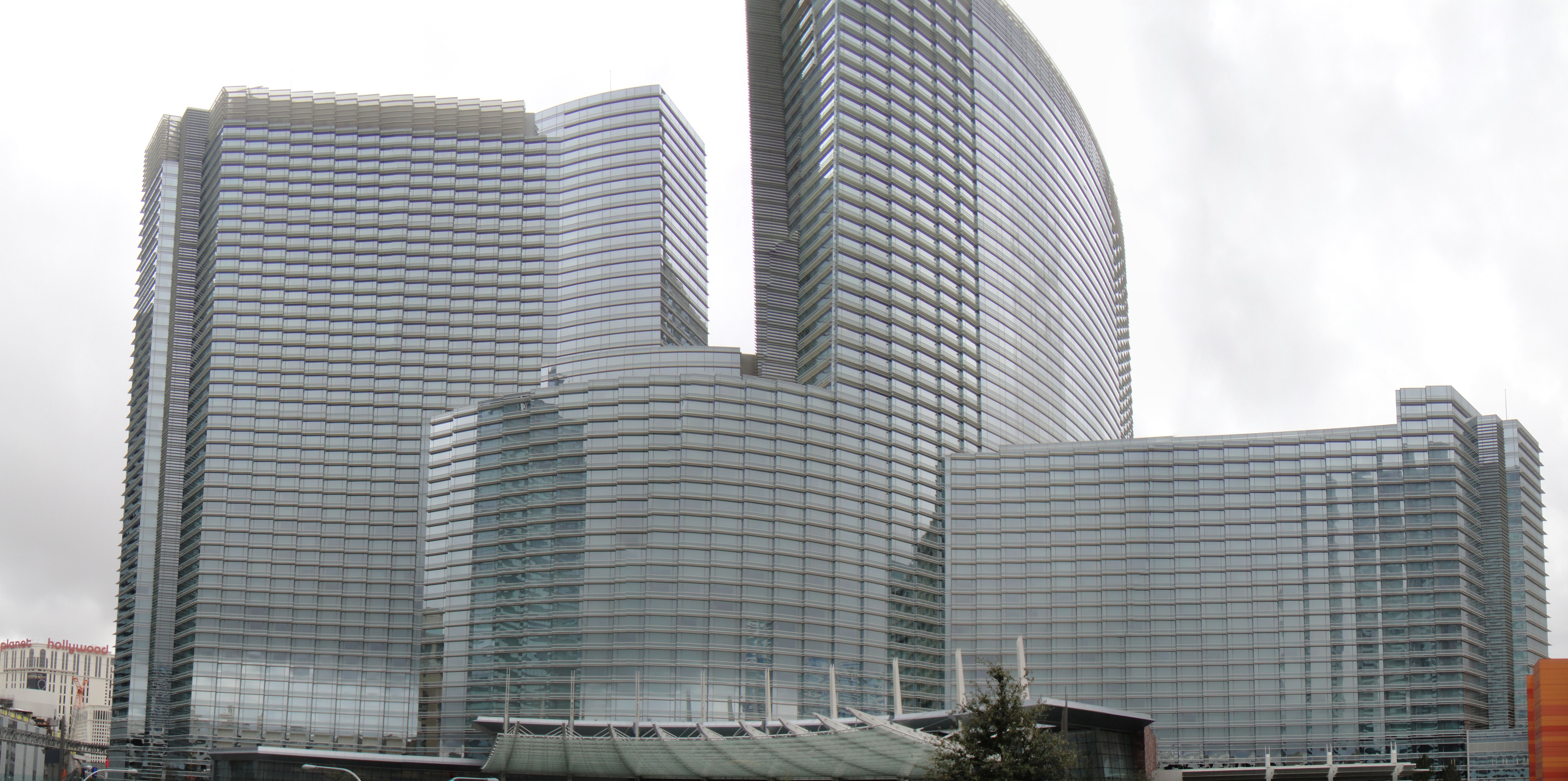
Aria Resort & Casino in 2010 na afronding van de bouw

### De bouw
Het Aria werd ontworpen door de van oorsprong Argentijnse architect, Cesar Pelli, als onderdeel van het CityCenter Project. Het project werd aangekondigd met het idee om een plek te creëren waar alle menselijke evolutie bij elkaar komt en waar mensen naar verlangen om te komen. De werkelijke bouw van het Aria begon in de tweede helft van 2006, nadat in juni 2006 al de fundering was gegoten.
Zo kon er in september 2007 begonnen worden met het bouwen van de 61 verdiepingen. Terwijl dit bezig was investeerde Infinity World Development, een dochteronderneming van Dubai World, voor 2,7 miljard dollar in het project. Dit zorgde ervoor dat het Aria eigendom werd van zowel MGM Resorts International als van Infinity World Development.
De kredietcrisis zorgde er begin 2009, samen met enkele aanklachten van partner Infinity World Development voor dat het project dicht bij de afgrond kwam. Het tij werd echter gekeerd doordat er leningen werden uitgegeven door plaatselijke banken, zo kon het project verdergaan en werd op 16 december 2009 het Aria Resort & Casino officieel geopend.

### Na de opening
In dezelfde maand van de opening van het Aria opende nog een groot aantal van de gebouwen die behoren tot het CityCenter Project. Ook werden de ruzies om geld tussen MGM Resorts International en Infinity World Development bijgelegd. Daarnaast werd er besloten dat hoewel het bedrijf voor vijftig procent eigendom is van Infinity World Development, MGM Resorts International verantwoordelijk zal zijn voor het management van alle verschillende onderdelen van het CityCenter Project.
In het eerste jaar na de opening werden al enkele prijzen in de wacht gesleept en beoordelingen behaald. Zo werd het hotel door de American Automobile Association al in 2010 beoordeeld met vijf sterren en ontving het als grootste hotel in de wereld het LEED Gold-certificaat. Ook in 2010 ontvingen ze vijf sleutels van de Green Key Eco-Rating Program. Het hotel werd door de Forbes Travel Guide beloond met vier sterren. Het hotel bezit in 2012 nog altijd de AAA vijf sterren beoordeling.

## Ligging

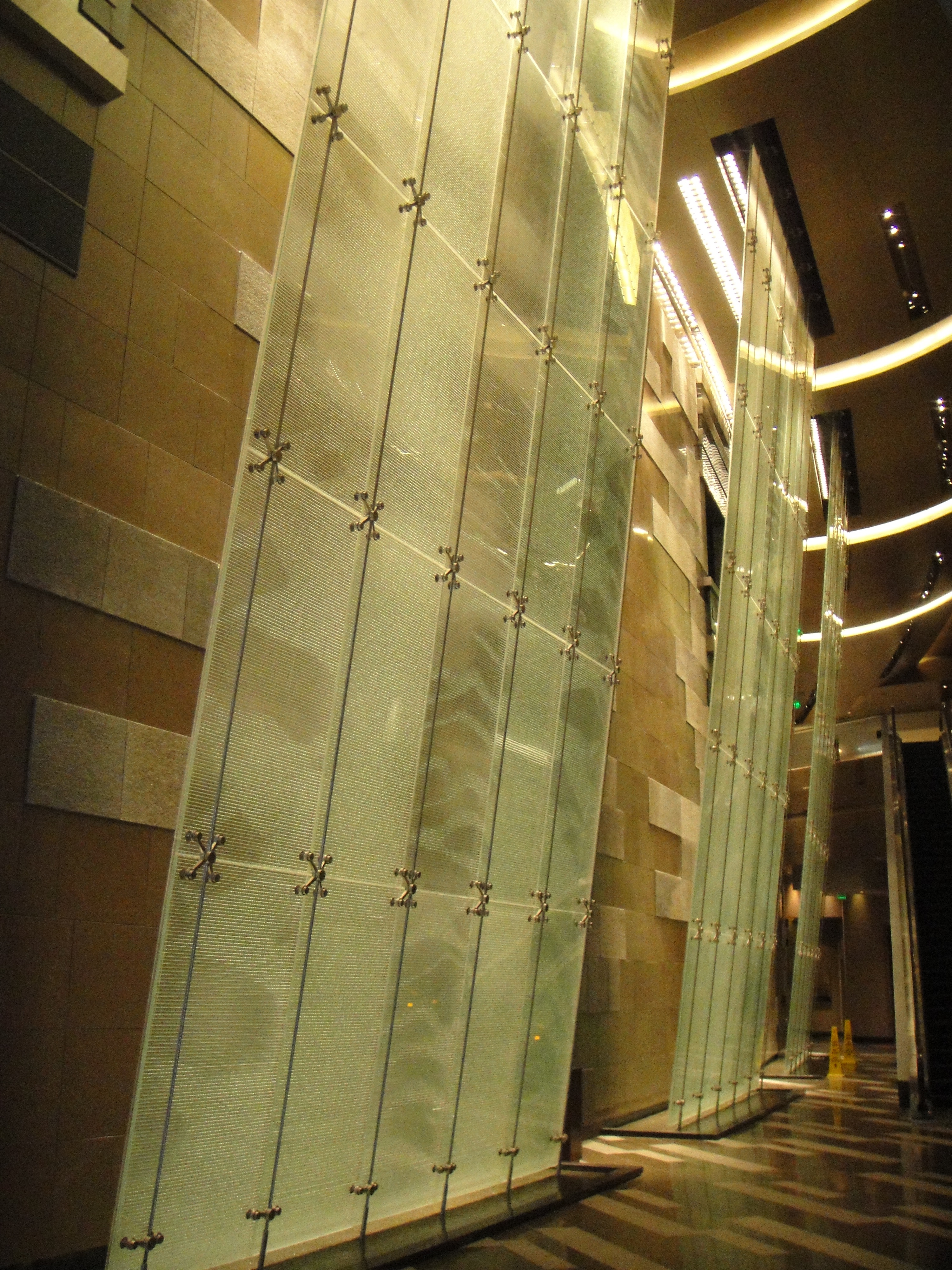
Het ontwerp van Aria Resort & Casino

Het CityCenter Project ligt aan Las Vegas Boulevard en wordt doormidden gedeeld door Harmon Avenue. Het Aria ligt aan de zuidkant van Harmon Avenue samen met het Waldorf Astoria Las Vegas. Het hotel ligt daarmee tussen het tegelijkertijd gebouwde Cosmopolitan (noorden) en het Monte Carlo (zuiden) in. Op deze plek bevond zich voor 2006 het Boardwalk Hotel & Casino, maar dit hotel werd gesloten en afgebroken in 2006 om plaats te maken voor het CityCenter Project. Het Aria zelf is in vergelijking met de meeste hotels aan de Strip relatief ver van de strip afgebouwd.

## Ontwerp
Het Aria bestaat uit twee torens in de vorm van een halve maan. De ene toren heeft 61 verdiepingen de andere toren heeft er 51. Bij de torens zijn volledig met glas bekleed en waar de twee halve manen bij elkaar komen bevinden zich de hotellobby en het casino. Er is bij het ontwerp en de bouw van het Aria niet of nauwelijks vastgehouden aan een overkoepelend thema, daarin verschilt het hotel van de meeste hotels aan de strip. Ook is er in het hotel en het casino veel daglicht, dit is iets wat in de meeste hotels in Las Vegas niet voorkomt. De naam Aria is afkomstig van een aria in opera's. Net als dat een aria daar het middelpunt is moest het Aria Resort & Casino het middelpunt van het CityCenter Project worden.
Ondanks het ontbreken van een overkoepelend thema heeft het hotel toch een hoop kunst. Zo is er onder andere een hoop verschillende kunstwerken binnen in de lobby en op de promenade te bewonderen en is er bij de hoofdingang een fontein die waterspuiten op muziek laat komen. Zo creëerde Maya Lin een Zilveren kunstwerk, dat lijkt op de Colorado, genaamd Silver River. Dit kunstwerk hangt in de lobby van het hotel.
De ontwerpen van de kamers zijn even modern als het ontwerp van de lobby en de promenade. Zo zijn de kamers van veel spitstechnologieën voorzien. Dit zorgt er bijvoorbeeld voor dat de temperatuur automatisch lager gaat als er niemand in de kamer aanwezig is, of dat ongebruikte lichten of elektronica automatisch uitgeschakeld wordt. Mede door deze techniek is het Aria het grootste hotel ter wereld dat het LEED Gold-certificaat heeft mogen ontvangen.

## Faciliteiten

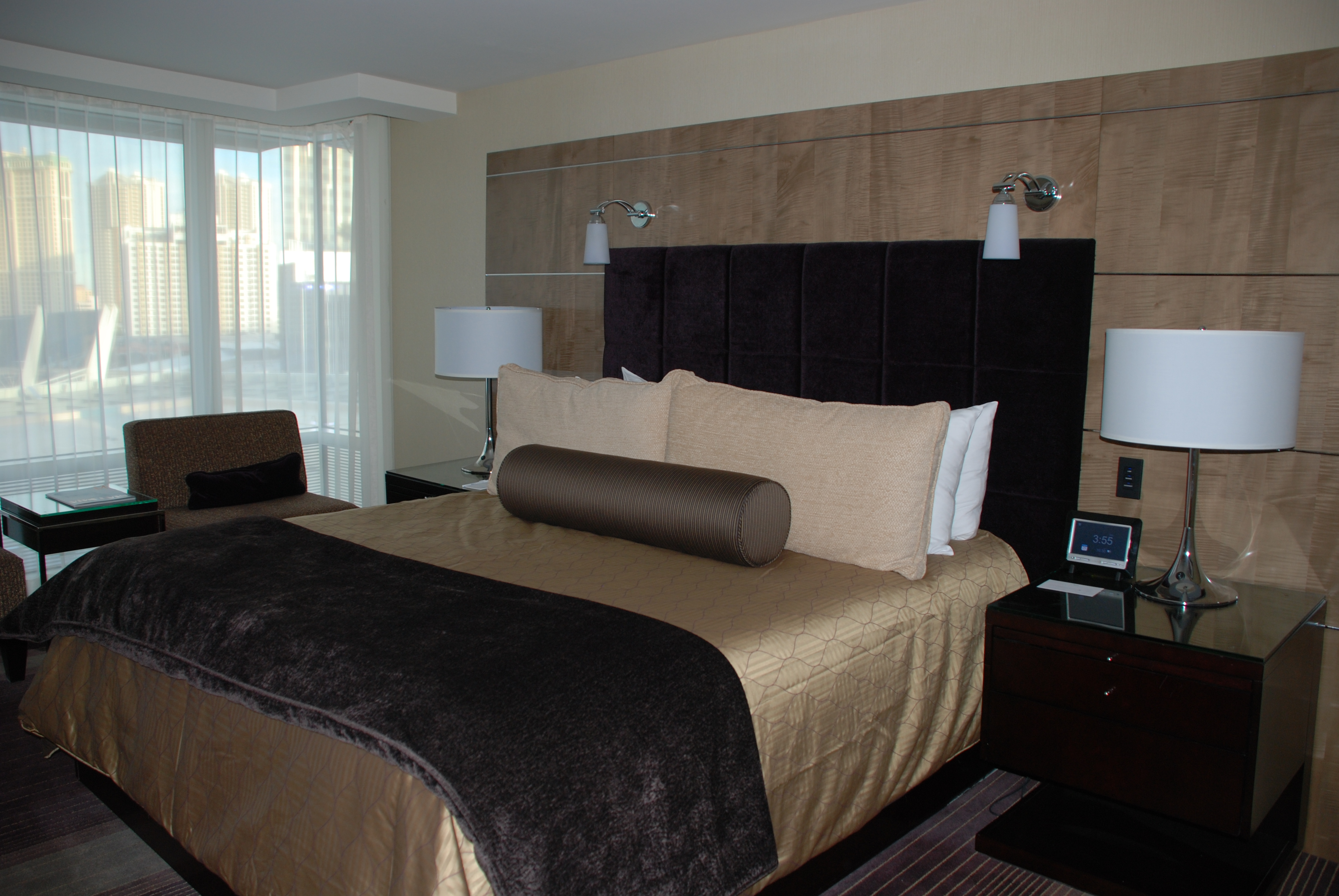
Het interieur van een van de kamers van het Aria

### Hotel
Het hotel heeft een totaal van 4.004 kamers met een totale oppervlakte van 370.000 m². Van deze kamers zijn er 568 suites waarvan er enkele apart als "Sky Suites" aangeduid worden omdat deze alleen via een privé ingang en lift te bereiken zijn. Bij de opening van het hotel hoorde deze tot de tien grootste hotels ter wereld. Alle kamers zijn uitgerust met een touchscreen waarmee alle elektronica in de kamer kan worden bediend. Tevens gaan de gordijnen automatisch open, wordt de temperatuur aangepast en wordt alle apparatuur uitgeschakeld wanneer men de kamer verlaat. De afmetingen van de kamers verschillen tussen de 48 m² bij sommige gewone kamers en 650 m² voor de "Sky Villa's" op de bovenste twee verdiepingen.

### Casino
Het 14.000 m² grote casino van het Aria is het enige casino in het CityCenter. Het casino bestaat voornamelijk uit gokautomaten, maar ook uit pokertafels en andere tafelspellen. Ook het casino is net als het hotel van de nieuwste technieken voorzien. Zo wordt alle informatie verzameld in een 280 m² groot datacenter en van daaruit kunnen statistieken worden bijgehouden over welke spellen het goed doen en welke minder. Naast deze verzameling van informatie kenmerkt het casino in het Aria zich ook omdat het als eerste casino op de strip gebruikmaakt van automatische veranderende spelen. Zo kan naar aanleiding van de verzamelde statistieken worden besloten om de minimumprijs van een machine te verstellen of zelfs besloten een machine helemaal naar een ander spel om te zetten.
Naast de technische kant van het casino kenmerkt het zich ook door de grote hoeveelheid natuurlijke lichtbronnen. Waar in de meeste casino's aan de strip geen enkele ramen te vinden zijn, heeft het casino in het Aria grote ramen. Naast de ramen heeft het Aria ook een andere vorm van ventilatie toegepast. Er wordt net als bij vele andere hotels gebruikgemaakt van een HVAC-systeem, echter waar bij andere hotels de verse lucht vanuit het dak wordt ingebracht, komt de verse lucht in het casino van het Aria via de grond en drijft het de rooklucht die men bestrijdt naar boven toe. Er is voor dit systeem gekozen, omdat het kosten- en milieubesparend is. Bij ventilatie via het dak moeten de ventilatoren namelijk harder en meer werk verrichten om dezelfde ruimte van schone lucht te voorzien.

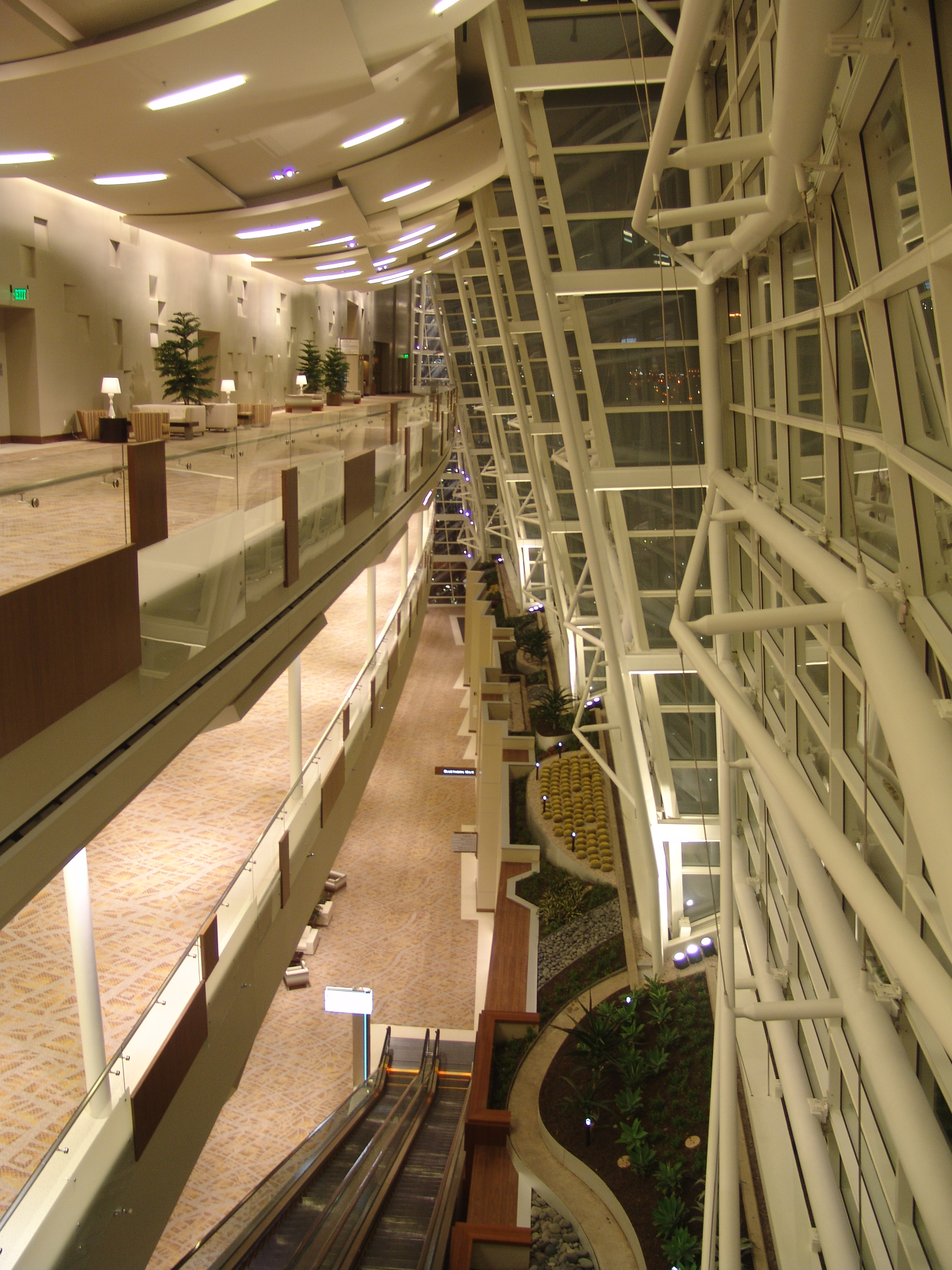
De grote glazen wand van het conferentiecentrum

### Restaurants
In het resort zijn in totaal 16 restaurants en 10 bars. Enkele restaurants behoren tot de beste restaurants ter wereld en worden geleid door beroemde chef-koks, zoals: een steakhouse van Jean-Georges Vongerichten, een visrestaurant van Michael Mina of een Japans restaurant van Masa Takayama. Twee van de restaurants behoorden in het jaar dat ze opengingen tot de beste twintig nieuwe restaurants ter wereld, dit waren Julian Serrano van Julian Serrano en Sage van Shawn McClain.

### Conferentiecenter
Er bevindt zich in het Aria een conferentiecentrum met een oppervlakte van 28.000 m². Er bevinden zich vier ballrooms waarvan er drie uitgerust zijn met een podium, en 38 vergaderzalen. Aan de volledige noordwand van het conferentiecentrum bevindt zich een drie verdiepingen hoge en een 120 meter lange glazen wand die uitkijk biedt over het zwembad. Daarnaast is nog 84.000 m² toebedeeld aan kantoorruimte, en een parkeergarage speciaal voor het conferentiecentrum.

### Zwembaden
Op het dak van het casino bevindt zich het zwembad. Dit 20.000 m² grote gebied is ontworpen door Graft en is gecreëerd door Geiger Engineers. In het gebied bevindt zich één groot zwembad met daarnaast verschillende kleinere zwembaden. Daarnaast beschikt het gebied ook over een eigen bar en een eigen café, het Breeze Cafe. Sinds 2010 is er ook de LIQUID Pool lounge waar geen kinderen naar binnen mogen.

### Entertainment
Bij de opening van het hotel in 2009 werd ook de nieuwe Cirque du Soleil show Viva Elvis by Cirque du Soleil bekendgemaakt. Deze show zou een eerbetoon zijn aan de muziek van Elvis Presley. De show werd mede betaald door Elvis Presley Enterprises, een dochteronderneming van de CORE Media Group. Naast de show werd ook een bar en nachtclub vernoemd naar het bekende Graceland. In 2011 werd bekendgemaakt dat de productie zal worden stopgezet vanwege een te lage winst. Op 18 augustus 2012 werd de laatste Viva Elvis show opgevoerd en eerder dat jaar werd bekendgemaakt dat de productie vervangen zou worden door een andere Cirque du Soleil show: Zarkana.